# Lytta biguttata
Lytta biguttata är en skalbaggsart som beskrevs av John Lawrence LeConte 1853. Lytta biguttata ingår i släktet Lytta och familjen oljebaggar. Inga underarter finns listade i Catalogue of Life.